# Foča-Ustikolina
Foča-Ustikolina es una municipalidad de Bosnia y Herzegovina. Se encuentra en el cantón de Podrinje Bosnio, dentro del territorio de la Federación de Bosnia y Herzegovina. La capital de la municipalidad de Foča-Ustikolina es Ustikolina.

## Localidades
La municipalidad de Foča-Ustikolina se encuentra subdividida en las siguientes localidades:
- Bavčići
- Bešlići
- Borovinići
- Brajići
- Bujakovina
- Bunčići
- Cvilin
- Donje Žešće
- Dragomilići
- Filipovići
- Glušca
- Gostičaj
- Jabuka
- Kolakovići
- Kolun
- Lokve (Foča-Ustikolina)
- Marevo
- Mazlina
- Mravljača
- Njuhe
- Petojevići
- Podgrađe (Foča-Ustikolina)
- Previla
- Prisoje
- Račići
- Rodijelj
- Slavičići
- Sorlaci
- Stojkovići
- Ustikolina
- Zabor
- Zebina Šuma

## Demografía
En el año 2009 la población de la municipalidad de Foča-Ustikolina era de 1 760 habitantes. La superficie del municipio es de 169,4 kilómetros cuadrados, con lo que la densidad de población era de 10 habitantes por kilómetro cuadrado.